# Patellariopsis atrovinosa
Patellariopsis atrovinosa är en svampart som först beskrevs av A. Bloxam ex Curr., och fick sitt nu gällande namn av Dennis 1974. Patellariopsis atrovinosa ingår i släktet Patellariopsis, ordningen disksvampar, klassen Leotiomycetes, divisionen sporsäcksvampar och riket svampar.   Inga underarter finns listade i Catalogue of Life.